# Schloss-Dyck-Straße 128 (Mönchengladbach)

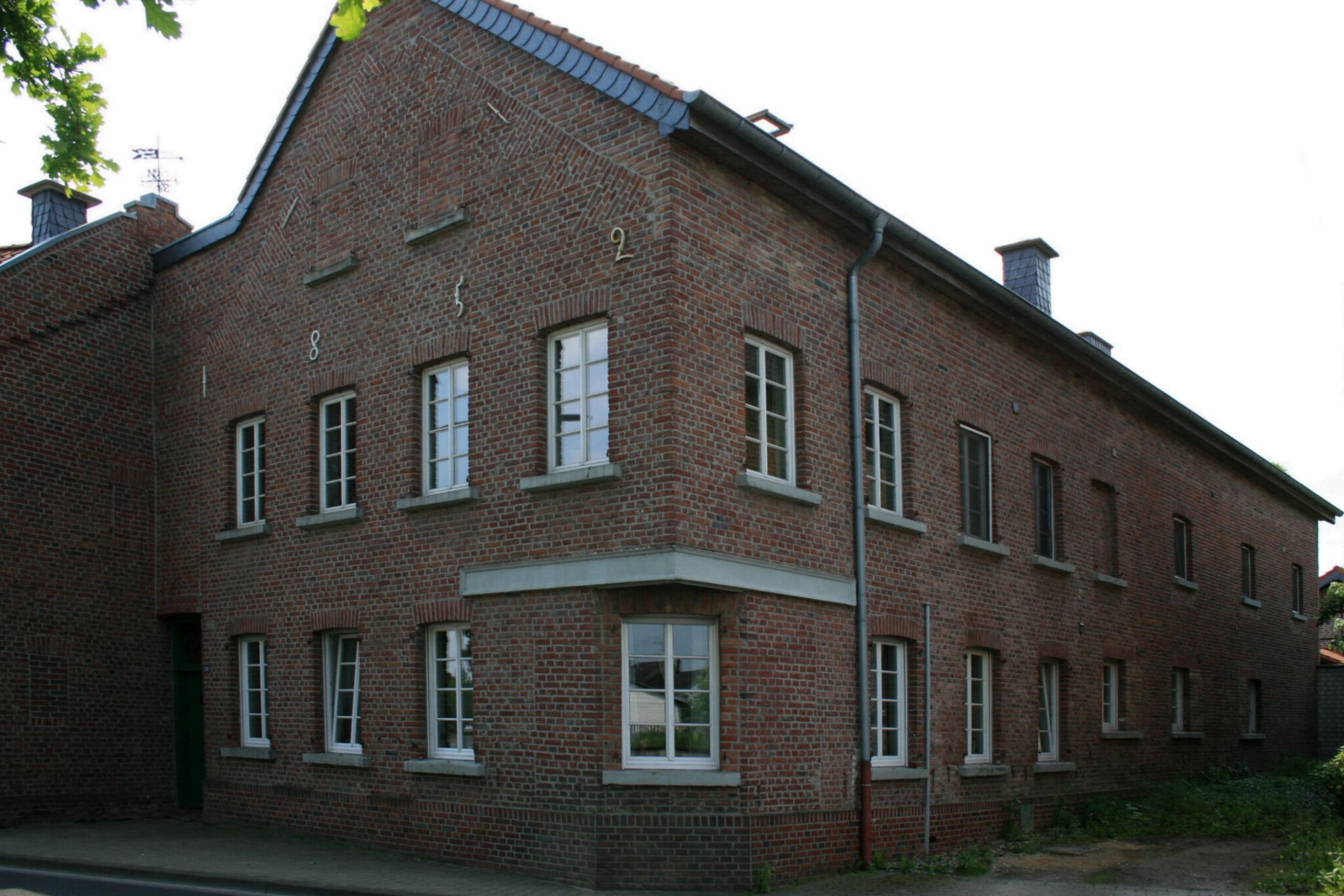
Backstein-Hofanlage (2010)

Die Backsteinhofanlage Schloss-Dyck-Straße 128 steht im Stadtteil Schelsen in Mönchengladbach (Nordrhein-Westfalen).
Das Gebäude wurde 1852 erbaut und unter Nr. Sch 042 am 16. Dezember 1992 in die Denkmalliste der Stadt Mönchengladbach eingetragen.

## Lage
Das Objekt liegt am südwestlichen Ortsrand von Dycker Schelsen an der von Giesenkirchen nach Schloss Dyck führenden Straße. 

## Architektur
Es handelt sich um ein giebelständiges, zweigeschossiges, vierachsiges Wohnhaus unter einem Satteldach. Ankersplinte datieren das Haus auf 1852, im Kern ist aber eine ältere Fachwerkkonstruktion erhalten.
Im rechten Winkel an das Wohnhaus schließt sich das Wirtschaftsgebäude mit Torhaus an. Im Süden daran anschließend eine große Backsteinscheune unter einem Satteldach. Den Innenhof schließt nach Westen der ehemalige, in Backstein errichtete Kuhstall ab. Das Objekt ist aus städtebaulichen sowie siedlungsgeschichtlichen Gründen als Denkmal schützenswert.